# Pekarifélék
A pekarifélék (Tayassuidae) a párosujjú patások (Artiodactyla) rendjének egy családja.
A családba 4 recens faj tartozik.
A pekariféléknél a disznófélékhez hasonlóan a hímet, nőstényt és fiatal állatot a kan, koca és malac szavakkal jelöljük.
A pekarifélék közepes méretű párosujjú emlősök, amelyek a disznóalakúak (Suina) alrendjéhez tartoznak, így rokonságban állnak a disznófélékkel, amelyekre egyébként hasonlítanak. E család fajai megtalálhatók Észak-Amerika délnyugati részén és Közép- és Dél-Amerika egész területén. Az állatok általában 90-130 centiméter hosszúak, és egy felnőtt pekari 20-40 kilogrammot nyomhat fajtól függően.
Az emberek sokszor összetévesztik a pekariféléket, amelyek az amerikai kontinensek endemikus élőlényei a disznófélékkel, amelyek Afro-Eurázsiából származnak. Az összetévesztést az elvadult házi sertések is okozzák.

## Megjelenésük
A pekarifélék közepes méretű állatok, amelyek igen hasonlítanak a disznófélékre. Mint a disznóknak, a pekariknak is porcos lemezben végződik az orruk, szemük pedig nagyon kicsi a fejükhöz képest. A disznókhoz hasonlóan a pekarik is a két középső ujjukon járnak, de eltérően az előbbiektől nekik a két szélső ujjuk hiányozhat. A pekarik gyomra három kamrás, de azért nem kérődzők, és bonyolultabb, mint a disznóké.
Az állatok mindenevők, táplálékuk között szerepelnek kisebb állatok, de főképp gyökerek, füvek, magok és gyümölcsök. Felső állcsontjában ülő rövid, barázdált agyarai segítségére vannak a növényzet feltúrásában, amikor kis gerinctelen állatokra vadászik. A vaddisznó agyarával ellentétben, a pekarik agyara rövidebb és lefelé áll. Az állatok állkapcsa és agyara alkalmas a magok szétzúzására és a gyökerek felvágására. Az agyarakat védekezésre is használják. A pekarik fogképlete a következő: {\displaystyle {\tfrac {2.1.3.3}{3.1.3.3}}}
Ha egymáshoz dörzsölik agyaraikat, csikorgó hang keletkezik, és ez távol tartja legtöbbször a ragadozókat. A pekarik agressziv állatok, eltérően a disznóktól, őket nem lehet szelídíteni, mivel valószínűleg rátámadnának gondozóikra. Beszámolók vannak arról, hogy Bolívia északnyugati részén Madidi Nemzeti Park mellett nagyobb pekari csordák embereket sebeztek és öltek meg.
A pekarifélék társas állatok és csordákba verődnek. Észrevettek már 100 tagú fehérajkú pekari (Tayassu pecari) csordát is, a Chaco-pekari (Catagonus wagneri) és az örvös pekari (Pecari tajacu) kisebb csordákban járnak. A kövületek azt mutatják, hogy a kihalt pekari-fajok is csordákban éltek.
A háton és mindkét szem alatt egy-egy mirigy található; a háti mirigy az óriás pekarinál (Pecari maximus) alig fejlett. A szagmirigyeket a terület megjelzésére használják, a terület 2,8 négyzetkilométeres is lehet. Egymáshoz dörzsölödve, a csorda tagjai egymást is megjelölik szagmirigyeikkel, így megerősítve a családi köteléket. A szag fontos az állatok számára, mivel látásuk eléggé gyenge. A mirigyekből áradó szag elég erős, hogy az ember is megérezze, emiatt a pekarikat „büdös disznóknak” is nevezik.

## Kifejlődésük
A pekarifélék először a késő eocénben vagy a korai oligocénben jelentek meg Európa területén. A későbbi korok rétegeiben, minden kontinensen találhatók pekari kövületek, kivéve Ausztráliát és Antarktiszt. A miocén után az Óvilágban kihaltak a pekarik.
Habár manapság gyakoriak Dél-Amerikában, a pekarifélék körülbelül 3 millió éve élnek ott, amiután a Panama-földhíd összekötötte a két Amerikát, és megkezdődött a nagy amerikai faunacsere. Ekkor sok észak-amerikai állat a déli kontinensre költözött, köztük a pekarifélék, a lámák és a tapírok. Néhány délen lakó pedig északra költözött – így tett az óriáslajhár is.

## Rendszerezés
A család az alábbi nemeket és fajokat foglalja magában:
- Catagonus Ameghino, 1904 -1 faj
  - Chaco-pekari (Catagonus wagneri) (Rusconi, 1930)

- Pecari Reichenbach, 1835 – 2 faj

- Tayassu Fischer von Waldheim, 1814 – 1 faj
  - fehérajkú pekari (Tayassu pecari) (Link, 1795)
- Fosszilis nemek és fajok:[4]
  - †Floridachoerus
  - †Platygonus Le Conte, 1848
  - †Macrogenis
  - †Muknalia[5]
  - †Mylohyus
  - †Simojovelhyus[6]
  - †Skinnerhyus

## Képek

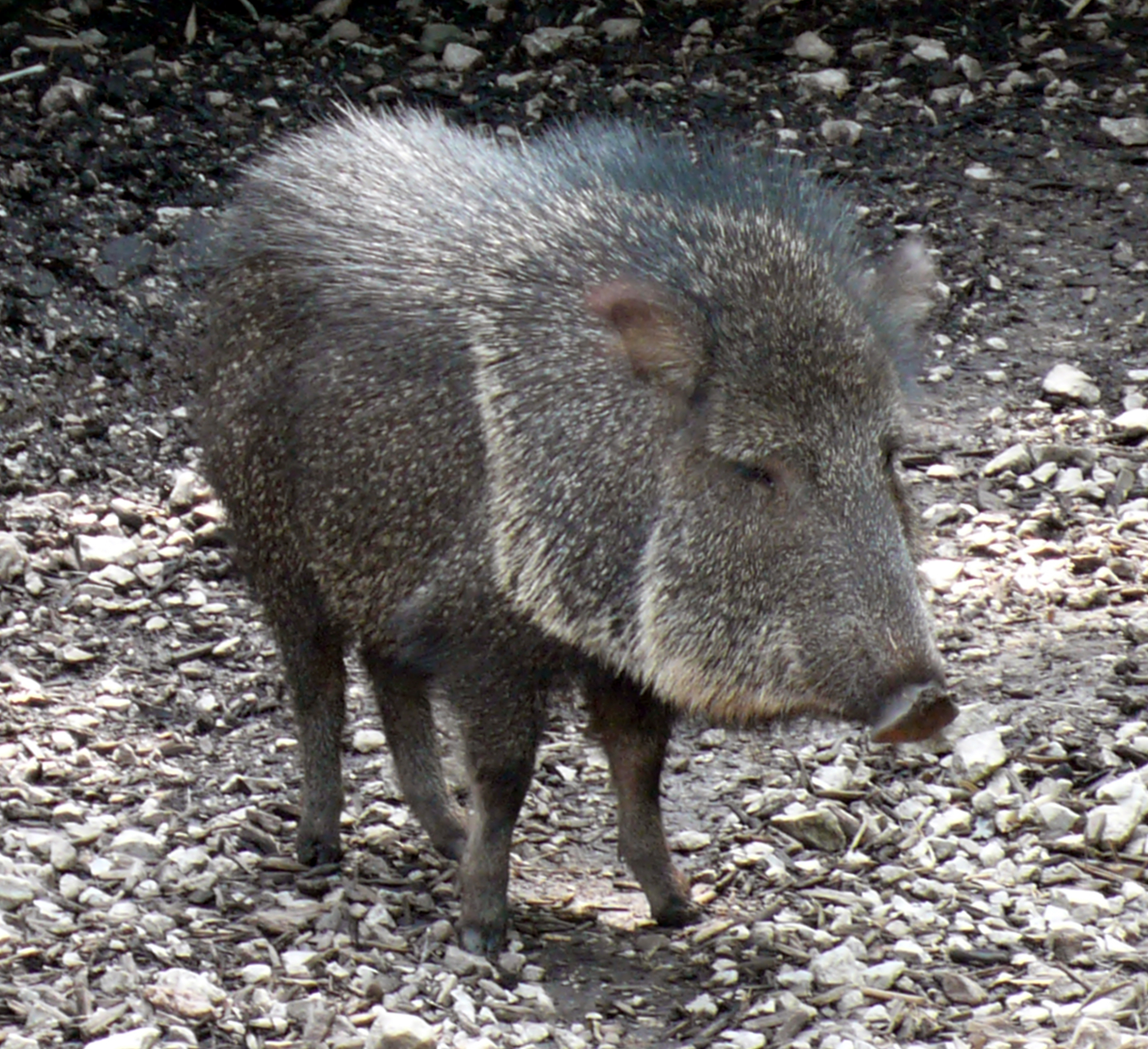
Chaco-pekari
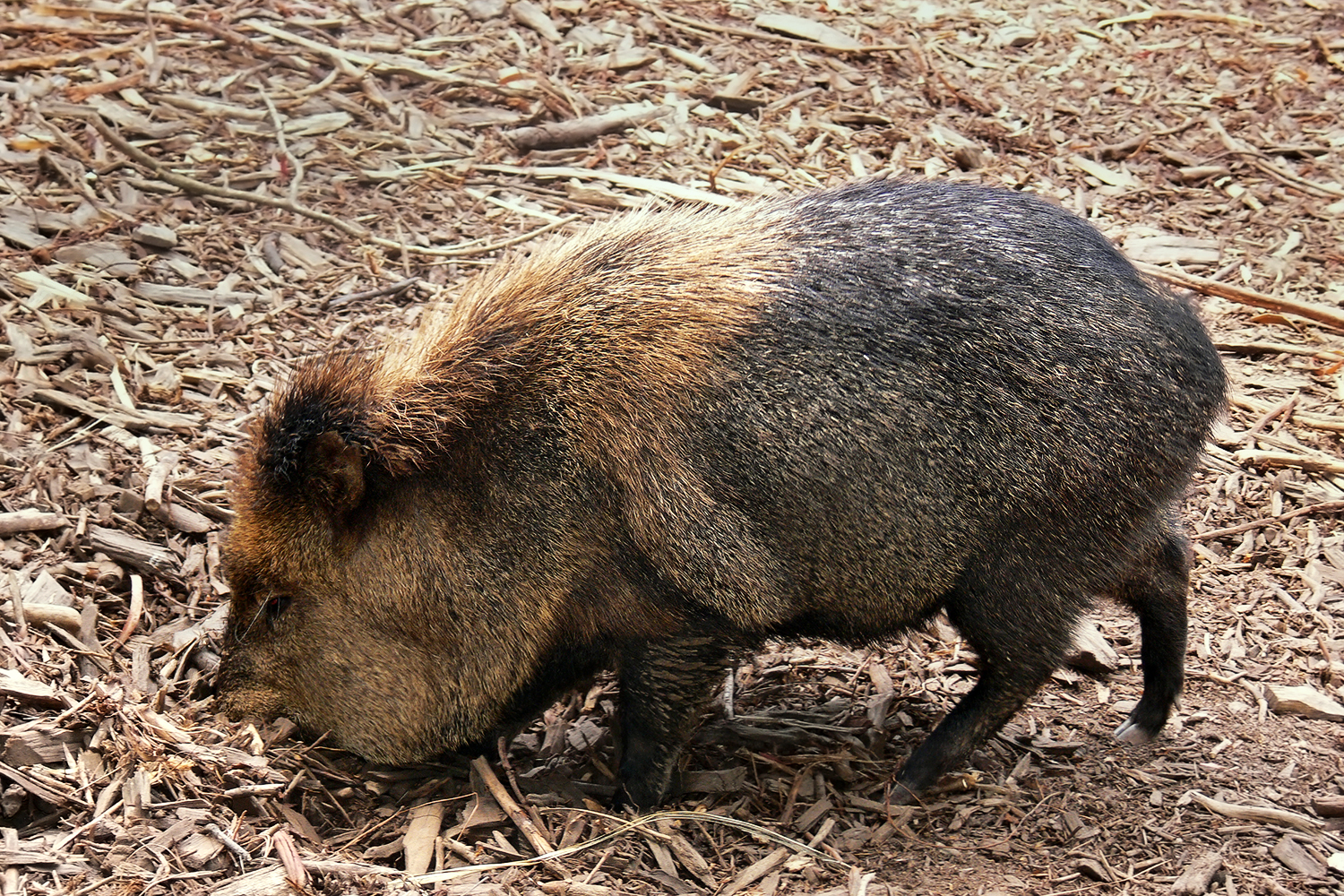
Örvös pekari
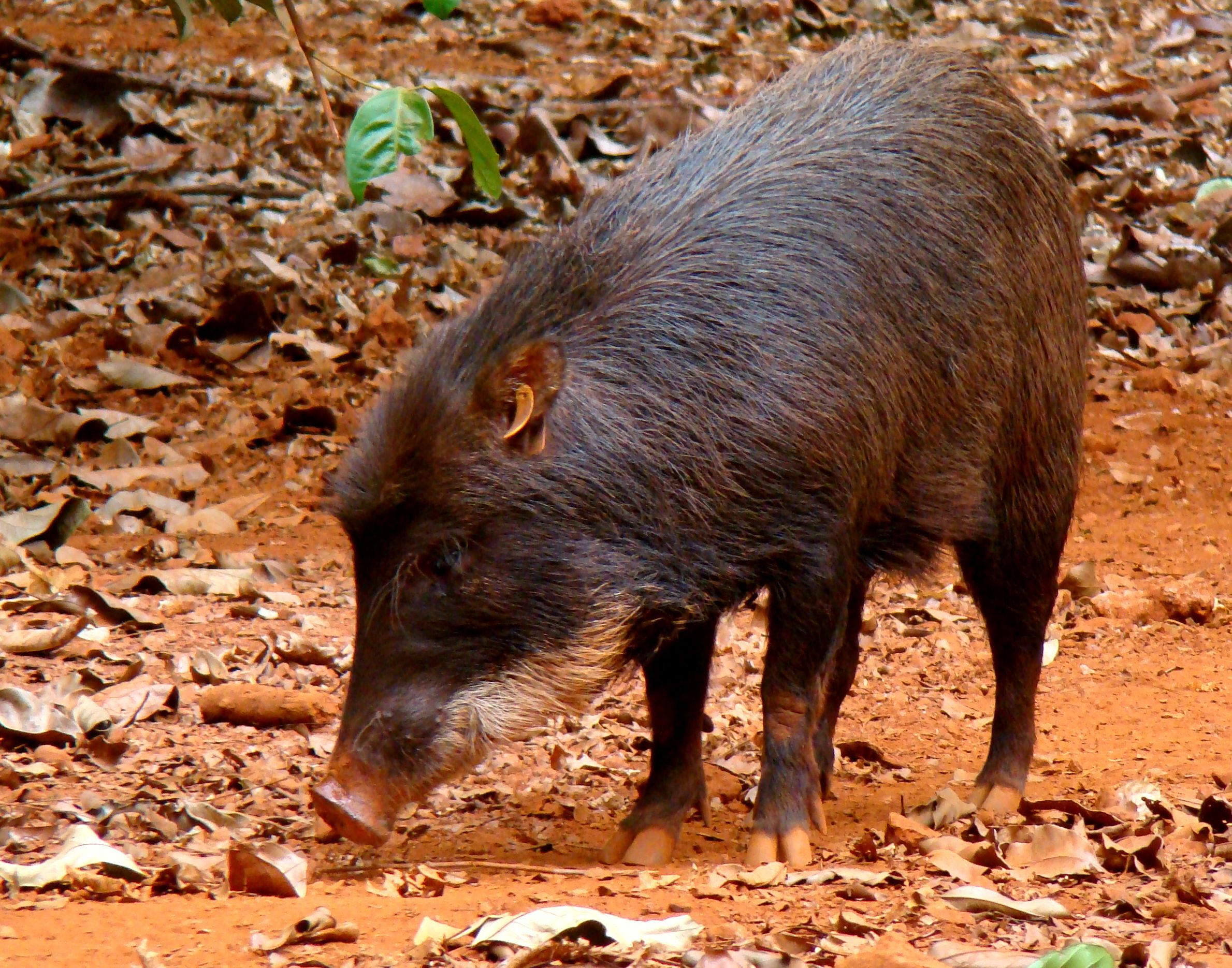
Fehérajkú pekari

### Fordítás
- Ez a szócikk részben vagy egészben  a   Peccary című angol Wikipédia-szócikk ezen változatának fordításán alapul.  Az eredeti cikk szerkesztőit annak laptörténete sorolja fel. Ez a jelzés csupán a megfogalmazás eredetét és a szerzői jogokat jelzi, nem szolgál a cikkben szereplő információk forrásmegjelöléseként.